# Sasonichus sullivani
Sasonichus sullivani är en spindelart som beskrevs av Pocock 1900. Sasonichus sullivani ingår i släktet Sasonichus och familjen Barychelidae. Inga underarter finns listade i Catalogue of Life.